# 双溪镇 (靖安县)
双溪镇，是中华人民共和国江西省宜春市靖安县下辖的一个乡镇级行政单位。

## 行政区划
双溪镇下辖以下地区：
建设社区、青湖社区、清华社区、双溪村、大桥村、河北村、曹山村和马尾山林场生活区。